# Slovénie aux Jeux olympiques d'été de 2012
La Slovénie participe aux Jeux olympiques d'été de 2012 à Londres au Royaume-Uni du 27 juillet au 12 août 2012. Il s'agit de sa 6e participation à des Jeux olympiques d'été.

## Médaillés
| Sport                   | Discipline                        | Athlète(s)          | Performance   | Date       |
| Médailles d'or : 1      |                                   |                     |               |            |
| Judo                    | Moins de 63 kg femmes             | Urška Žolnir        | 1 waza-ari    | 31 juillet |
| Médailles d'argent : 1  |                                   |                     |               |            |
| Athlétisme              | Lancer du marteau hommes          | Primož Kozmus       | 79,36 m       | 5 août     |
| Médailles de bronze : 2 |                                   |                     |               |            |
| Aviron                  | Deux de couple hommes             | Iztok Cop Luka Spik | 6 min 34 s 35 | 2 août     |
| Tir                     | Carabine à 50 m tir couché hommes | Rajmond Debevec     | 42            | 3 août     |

## Aviron
Hommes
| Athlète             | Compétition    | Séries | Séries | Repêchage | Repêchage | Quarts de finale | Quarts de finale | Demi-finales | Demi-finales | Finales | Finales |
| Athlète             | Compétition    | Temps  | Rang   | Temps     | Rang      | Temps            | Rang             | Temps        | Rang         | Temps   | Rang    |
| ------------------- | -------------- | ------ | ------ | --------- | --------- | ---------------- | ---------------- | ------------ | ------------ | ------- | ------- |
| Iztok Čop Luka Špik | Deux de couple |        |        |           |           | NC               | NC               |              |              |         |         |

## Badminton
| Athlète    | Compétition  | Phase de groupe  | Phase de groupe  | Phase de groupe  | Phase de groupe | 8e de finale     | Quarts de finale | Demi-finales     | Finale           | Finale |
| Athlète    | Compétition  | Adversaire Score | Adversaire Score | Adversaire Score | Rang            | Adversaire Score | Adversaire Score | Adversaire Score | Adversaire Score | Rang   |
| ---------- | ------------ | ---------------- | ---------------- | ---------------- | --------------- | ---------------- | ---------------- | ---------------- | ---------------- | ------ |
| Maja Tvrdy | Simple dames |                  |                  |                  |                 |                  |                  |                  |                  |        |

## Cyclisme

### Cyclisme sur route
| Athlète         | Compétition             | Temps           | Rang |
| --------------- | ----------------------- | --------------- | ---- |
| Grega Bole      | Course en ligne hommes  | 5 h 46 min 37 s | 79e  |
| Grega Bole      | Contre-la-montre hommes |                 |      |
| Borut Božič     | Course en ligne hommes  | 5 h 46 min 37 s | 46e  |
| Janez Brajkovič | Course en ligne hommes  | 5 h 46 min 5 s  | 21e  |
| Polona Batagelj | Course en ligne femmes  | 3 h 35 min 56 s | 22e  |

### VTT
| Athlète         | Compétition              | Temps | Rang |
| --------------- | ------------------------ | ----- | ---- |
| Blaža Klemenčič | Cross-country VTT femmes |       |      |
| Tanja Žakelj    | Cross-country VTT femmes |       |      |

## Gymnastique

### Artistique
Femmes
| Athlète    | Compétition | Appareils | Appareils | Appareils | Appareils | Qualification | Qualification | Appareils | Appareils | Appareils | Appareils | Finale | Finale |
| Athlète    | Compétition | S         | SC        | BA        | P         | Total         | Rang          | S         | SC        | BA        | P         | Total  | Rang   |
| ---------- | ----------- | --------- | --------- | --------- | --------- | ------------- | ------------- | --------- | --------- | --------- | --------- | ------ | ------ |
| Saša Golob | Individuel  |           |           |           |           |               |               |           |           |           |           |        |        |

## Judo
Hommes
| Athlète      | Compétition    | 1/32 de finale      | 1/16 de finale      | 1/8 de finale       | Quarts de finale    | Demi-finales        | Repêchage 1         | Repêchage 2         | Finale              | Finale |
| Athlète      | Compétition    | Adversaire Résultat | Adversaire Résultat | Adversaire Résultat | Adversaire Résultat | Adversaire Résultat | Adversaire Résultat | Adversaire Résultat | Adversaire Résultat | Rang   |
| ------------ | -------------- | ------------------- | ------------------- | ------------------- | ------------------- | ------------------- | ------------------- | ------------------- | ------------------- | ------ |
| Rok Drakšič  | Moins de 66 kg |                     |                     |                     |                     |                     |                     |                     |                     |        |
| Aljaž Sedej  | Moins de 81 kg | NC                  |                     |                     |                     |                     |                     |                     |                     |        |
| Matjaž Ceraj | Plus de 100 kg | NC                  |                     |                     |                     |                     |                     |                     |                     |        |

Femmes
| Athlète            | Compétition    | 1/16 de finale      | 1/8 de finale       | Quarts de finale    | Demi-finales        | Repêchage 1         | Repêchage 2         | Finale              | Finale |
| Athlète            | Compétition    | Adversaire Résultat | Adversaire Résultat | Adversaire Résultat | Adversaire Résultat | Adversaire Résultat | Adversaire Résultat | Adversaire Résultat | Rang   |
| ------------------ | -------------- | ------------------- | ------------------- | ------------------- | ------------------- | ------------------- | ------------------- | ------------------- | ------ |
| Vesna Đukić        | Moins de 57 kg |                     |                     |                     |                     |                     |                     |                     |        |
| Urška Žolnir       | Moins de 63 kg |                     |                     |                     |                     |                     |                     |                     |        |
| Raša Sraka Vuković | Moins de 70 kg |                     |                     |                     |                     |                     |                     |                     |        |
| Anamari Velenšek   | Moins de 78 kg |                     |                     |                     |                     |                     |                     |                     |        |
| Lucija Polavder    | Plus de 78 kg  |                     |                     |                     |                     |                     |                     |                     |        |

## Tennis de table
Hommes
| Athlète     | Compétition | Tour préliminaire | 1er tour         | 2e tour          | 3e tour          | 4e tour          | Quarts de finale | Demi-finales     | Finale           | Finale |
| Athlète     | Compétition | Adversaire Score  | Adversaire Score | Adversaire Score | Adversaire Score | Adversaire Score | Adversaire Score | Adversaire Score | Adversaire Score | Rang   |
| ----------- | ----------- | ----------------- | ---------------- | ---------------- | ---------------- | ---------------- | ---------------- | ---------------- | ---------------- | ------ |
| Bojan Tokič | Simple      |                   |                  |                  |                  |                  |                  |                  |                  |        |

## Tir
Hommes
| Athlète         | Compétition                 | Qualification | Qualification | Finale | Finale |
| Athlète         | Compétition                 | Points        | Rang          | Points | Rang   |
| --------------- | --------------------------- | ------------- | ------------- | ------ | ------ |
| Rajmond Debevec | Carabine à 50 m 3 positions |               |               |        |        |
| Rajmond Debevec | Carabine à 50 m tir couché  |               |               |        |        |
| Boštjan Maček   | Trap                        |               |               |        |        |

Femmes
| Athlète      | Compétition                  | Qualification | Qualification | Finale | Finale |
| Athlète      | Compétition                  | Points        | Rang          | Points | Rang   |
| ------------ | ---------------------------- | ------------- | ------------- | ------ | ------ |
| Živa Dvoršak | Carabine 50 m 3 positions    |               |               |        |        |
| Živa Dvoršak | Carabine à 10 m air comprimé |               |               |        |        |

## Tir à l'arc
| Athlète         | Compétition       | Tour préliminaire | Tour préliminaire | 1er tour         | 2e tour          | 3e tour          | Quarts de finale | Demi-finales     | Finale           | Finale |
| Athlète         | Compétition       | Score             | Rang              | Adversaire Score | Adversaire Score | Adversaire Score | Adversaire Score | Adversaire Score | Adversaire Score | Rang   |
| --------------- | ----------------- | ----------------- | ----------------- | ---------------- | ---------------- | ---------------- | ---------------- | ---------------- | ---------------- | ------ |
| Klemen Štrajhar | Individuel hommes |                   |                   |                  |                  |                  |                  |                  |                  |        |